# Dan Healy

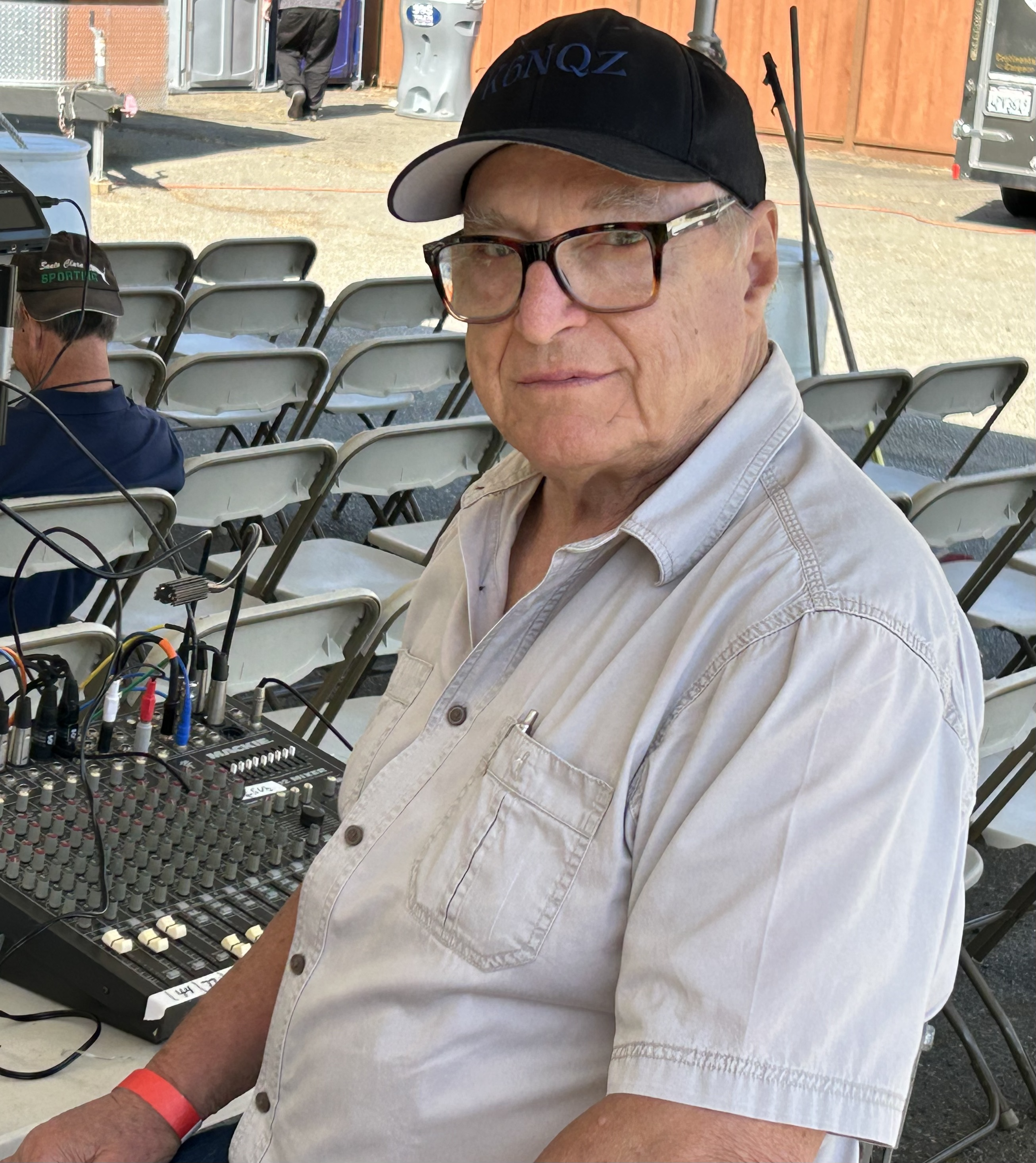
Dan Healy

Dan Healy (geb. vor 1966) ist ein US-amerikanischer Toningenieur und Musiker, der vor allem für seine Arbeit bei der Band Grateful Dead bekannt wurde.
Im Juni 1966 traf Healy durch John Cipollina in Haight-Ashbury erstmals die Band Grateful Dead. Ein Jahr später trat er der Band neben Owsley Stanley als fester Toningenieur bei. Dieses Engagement dauerte vorerst nur ein Jahr, da Healy dann der Band Quicksilver Messenger Service als Tontechniker beitrat.
Aus persönlichen Gründen verließ Healy 1971 Quicksilver wieder und wurde erneut ein Mitglied von Grateful Dead. Diesmal blieb er für 23 Jahre in der Band und war maßgeblich am Aufbau der Wall of Sound tätig, der größten und umfangreichsten Tonanlage ihrer Zeit. Darüber hinaus entwarf er das Soundboard, das die Dead von 1986 bis 1990 verwendeten, als die Wall of Sound als zu groß und massig nicht mehr verwendet wurde.
Ein weiterer Einfluss von Healy war, dass er mit der Band die „taping areas“ ermöglichte. In diesen speziellen Sektionen konnten die Fans legale Bootlegs erstellen, wobei Healy oftmals direkte Anschlüsse an seine Soundanlage erlaubte.
Während seiner Zeit in der Band trat er neben der Tontechnik als auch Neben- oder als einziger Produzent von Alben auf, dies war vor allem bei der Dave’s-Picks-Serie der Fall. Des Weiteren war er an verschiedenen TV-Produktionen der Band tätig, wie z. B. Grateful Dead: Dead Ahead oder Grateful Dead: Ticket to New Year’s Eve Concert. Eine seiner größten Tätigkeiten war das Überwachen und Aufbau des Sound- und Lichtsystemes 1978 beim Auftritt vor den Pyramiden von Gizeh.
Darüber hinaus war er auch als Musiker gelegentlich bei Konzerten beteiligt, Aufnahmen davon wurden bei dem Livealbum Infrared Roses verwendet. Healy war Gitarrist und spielte oftmals auch direkt mit den Fans vor und nach den Konzerten.
1994 wurde er von der Band entlassen. Grund dafür war, dass er private Probleme mit Bob Weir hatte und dabei so weit ging, dass er Weirs Mikrofone während Konzerten stilllegte.
Nach Robert Hunter galt Dan Healy als zweites „nicht-aufführendes“ Mitglied der Band.
Neben seiner Tätigkeit bei Grateful Dead war Dan Healy von 1979 bis 1981 Mitglied von The Healy Treece Band, neben Richard Treece waren u. a. Bill Kreutzmann, Donna Godchaux und ihr Ehemann Keith bei den Liveauftritten dabei. Alben wurden keine veröffentlicht. Auch produzierte er 1969 das Debütalbum der Band The Charlatans.
Nach seiner Zeit bei Grateful Dead war Healy zeit- und auftrittsweise für Dark Star Orchestra tätig.

## Diskografie
- 1968 Anthem of the Sun, Grateful Dead
- 1969 The Charlatans, The Charlatans
- 1987 Dead Zone: The Grateful Dead CD Collection (1977–1987), Grateful Dead
- 1991 One from the Vault, Grateful Dead
- 1992 Two from the Vault, Grateful Dead
- 1996 The Arista Years, Grateful Dead
- 1996 Dick’s Picks Volume 6, Grateful Dead
- 1997 Dick’s Picks Volume 9, Grateful Dead
- 1999 Dick’s Picks Volume 13, Grateful Dead
- 2000 Dick’s Picks Volume 17, Grateful Dead